# Imi N'Tayart
Imi N'Tayart  (in arabo امي نتايارت‎?) è un centro abitato e comune rurale del Marocco situato nella provincia di Taroudant, regione di Souss-Massa. Conta una popolazione di 1 164 abitanti (censimento 2014).